# Rhodosciadium macvaughiae
Rhodosciadium macvaughiae är en flockblommig växtart som beskrevs av Mildred Esther Mathias och Lincoln Constance. Rhodosciadium macvaughiae ingår i släktet Rhodosciadium och familjen flockblommiga växter. Inga underarter finns listade i Catalogue of Life.